# Komo (Bucht von Bonny)
Der Komo ist ein Fluss in Gabun und Äquatorialguinea.

## Verlauf
Der Fluss entspringt im Süden Äquatorialguineas, in der Provinz Centro Sur. Er fließt in südsüdwestliche Richtung, bis er bei dem Ort Kango, kurz vor dem Beginn seines Ästuars (auch Gabun-Ästuar genannt) nach Westen abknickt und etwa 80 Kilometer weiter, etwa auf Höhe des Äquators, in die Bucht von Bonny mündet.